# Elaeagnus formosensis
Elaeagnus formosensis là một loài thực vật có hoa trong họ Elaeagnaceae. Loài này được Hatus. mô tả khoa học đầu tiên năm 1952.